# ادوارد گرین
ادوارد گرین (انگلیسی: Edward Green) شرکت پوشاک و کفش بریتانیایی است، که در سال ۱۸۹۰ توسط ادوارد گرین تأسیس شد.